# Jan Bartram
Jan Lewis Bartram (ur. 6 marca 1962 we Frederiksbergu) – piłkarz duński grający na pozycji pomocnika.

## Kariera klubowa
Karierę piłkarską Bartram rozpoczął w klubie Aarhus GF. W 1981 roku zadebiutował w jego barwach w pierwszej lidze duńskiej. Tam od 1982 roku był podstawowym zawodnikiem. W tamtym sezonie wywalczył z AGF wicemistrzostwo Danii, a w 1984 roku powtórzył ten sukces. Z kolei w 1986 roku wywalczył z nim mistrzostwo kraju. Po tym sukcesie odszedł do Brøndby IF z Kopenhagi i także z tym klubem został mistrzem Danii.
W 1987 roku Bartram przeszedł do szkockiego Rangers F.C. W pomocy klubu z Glasgow grał z takimi zawodnikami jak: Davie Cooper, Ian Durrant, Derek Ferguson, Graeme Souness, Mark Walters i Ray Wilkins. Z Rangersami wygrał Puchar Ligi Szkockiej.
W 1988 roku Duńczyk został piłkarzem Bayeru Uerdingen. W niemieckiej Bundeslidze zadebiutował 16 listopada 1988 w wygranym 3:1 domowym meczu z 1. FC Kaiserslautern. W Bayerze spędził trzy sezony.
Latem 1991 Bartram wrócił do Aarhus GF. W 1992 roku zdobył Puchar Danii. Na skutek kontuzji od lata 1993 do lata 1995 rozegrał tylko jedno spotkanie. Karierę piłkarską zakończył w 1996 roku.
| Sezon   | Klub            | Kraj    | Rozgrywki      | Mecze | Bramki |
| ------- | --------------- | ------- | -------------- | ----- | ------ |
| 1981    | Aarhus GF       | Dania   | 1. division    | 9     | 0      |
| 1982    | Aarhus GF       | Dania   | 1. division    | 17    | 2      |
| 1983    | Aarhus GF       | Dania   | 1. division    | 29    | 5      |
| 1984    | Aarhus GF       | Dania   | 1. division    | 28    | 5      |
| 1985    | Aarhus GF       | Dania   | 1. division    | 23    | 2      |
| 1986    | Aarhus GF       | Dania   | 1. division    | 21    | 4      |
| 1987    | Brøndby IF      | Dania   | 1. division    | 14    | 2      |
| 1987/88 | Rangers F.C.    | Szkocja | Premier League | 11    | 3      |
| 1988/89 | Bayer Uerdingen | Niemcy  | Bundesliga     | 19    | 1      |
| 1989/90 | Bayer Uerdingen | Niemcy  | Bundesliga     | 33    | 4      |
| 1990/91 | Bayer Uerdingen | Niemcy  | Bundesliga     | 22    | 4      |
| 1991/92 | Aarhus GF       | Dania   | Superligaen    | 14    | 6      |
| 1992/93 | Aarhus GF       | Dania   | Superligaen    | 10    | 0      |
| 1993/94 | Aarhus GF       | Dania   | Superligaen    | 0     | 0      |
| 1994/95 | Aarhus GF       | Dania   | Superligaen    | 1     | 0      |
| 1995/96 | Aarhus GF       | Dania   | Superligaen    | 24    | 1      |

## Kariera reprezentacyjna
W reprezentacji Danii Bartram zadebiutował 27 stycznia 1985 roku w przegranym 0:1 towarzyskim meczu z Hondurasem. W 1986 roku został powołany przez selekcjonera Seppa Piontka do kadry na Mistrzostwa Świata w Meksyku. Na tym turnieju był rezerwowym i nie rozegrał żadnego spotkania. Od 1985 do 1991 roku rozegrał w kadrze narodowej 32 mecze i zdobył 5 goli.